# 李泰
李 泰（り たい）は、中国の唐の太宗李世民の四男。字は恵褒。魏王となり、のちに濮王に立てられた。太宗に愛されたが、皇太子李承乾と争い、追放された。

## 経歴
李世民と長孫皇后の間に生まれた。武徳3年（620年）に宜都王に封じられ、武徳4年（621年）には衛王に徙封され、衛懐王李玄霸の後を継いだ。貞観2年（628年）、越王に改封され、揚州大都督となった。貞観5年（631年）には左武候大都督を兼ね、貞観7年（633年）に鄜州大都督に転じ、貞観8年（634年）には雍州牧・左武候大将軍に任じられた。貞観10年（636年）、魏王に改封され、相州都督を遙領した。太宗は、李泰が士を好んで文学を愛したので、特に王府に文学館を置き、学士を任用することを許した。また李泰の腰周りが大きく、歩行も困難であったので、輿に乗って参朝することを許可した。
貞観12年（638年）、司馬の蘇勗が『括地志』を編纂するように勧めた。そこで李泰は蕭徳言・顧胤・蒋亜卿・謝偃らを召し出して編纂を進めさせた。貞観15年（641年）に五百五十篇の大部として完成した。
ときに皇太子の李承乾は素行が悪く、廃嫡されるのを恐れ、太宗に偏愛されている李泰を敵視した。褚遂良や魏徴は李泰を特別扱いしないように太宗を諫めた。しかし時すでに遅く李承乾と李泰は宮廷内にそれぞれの朋党を構えていた。李泰は柴令武・房遺愛を腹心とし、韋挺・杜楚客に王府の事務を取り仕切らせた。
貞観17年（643年）、李承乾が兵変を謀って失敗すると、岑文本・劉洎らが李泰を皇太子にするよう請願した。それに対して長孫無忌は晋王李治を推した。太宗が李承乾に会って譴責すると、李承乾は「わたしは貴くも太子となったのですから、それ以上何を望みましょう。ただ泰が謀略を仕掛けたので、朝臣とともに自分の安全を図っただけです」と言った。太宗は、「そうだな、もし泰を太子に立てれば、承乾も治もともに死ぬだろう。治を立てれば、泰も承乾も無事で済むだろう」と言った。そこで太宗は、李泰を将作監に幽閉させ、雍州牧・相州都督・左武候大将軍の任を解き、東萊王に降格させた。皇太子位には李治を立てた。
李泰は間もなく順陽王に改封され、均州の鄖郷に住んだ。貞観21年（647年）、濮王に進んだ。貞観23年（649年）、高宗が即位すると、王府を開設して属僚を置いた。永徽3年12月癸巳（653年1月14日）、鄖郷で亡くなり、太尉・雍州牧の位を追贈された。諡を恭といった。

## 子女
子に李欣・李徽があった。李欣は、濮王の位を継ぎ、武則天のときに酷吏に摘発されて、昭州別駕に左遷され、亡くなった。李徽は、新安郡王に封じられた。 

## 伝記資料
- 『旧唐書』巻76 列伝第26「濮王泰伝」
- 『新唐書』巻80 列伝第5「濮王泰伝」